# ایگلوی، میزوری
ایگلوی (به انگلیسی: Eagleville) یک روستا در ایالات متحده آمریکا است که در شهرستان هریسون، میزوری واقع شده‌است. ایگلوی ۲٫۶۴ کیلومتر مربع مساحت و ۳۱۶ نفر جمعیت دارد و ۳۳۳ متر بالاتر از سطح دریا قرار دارد.